# Loxozus clavicornis
Loxozus clavicornis är en tvåvingeart som beskrevs av Günther Enderlein 1922. Loxozus clavicornis ingår i släktet Loxozus och familjen Neriidae. Inga underarter finns listade i Catalogue of Life.